# Dickste Freunde
Dickste Freunde ist eine US-amerikanische Tragikomödie aus dem Jahr 2011 mit Vince Vaughn und Kevin James in den Hauptrollen.

## Handlung
Ronny und sein bester Freund Nick bekommen einen für ihr Kleinunternehmen dringend benötigten Auftrag eines Automobilkonzerns. Sie sollen ein Auto mit Elektroantrieb entwickeln, welches – trotz des üblicherweise fast lautlosen Antriebs – den Motorsound sportlicher Autos vergangener Tage bieten soll. Ronny übernimmt innerhalb des Unternehmens den kaufmännischen, Nick den technischen Teil.
Ronny befindet sich gerade im botanischen Garten, um den Hochzeitsantrag an seine Verlobte Beth vorzubereiten, als er Nicks Ehefrau Geneva dabei beobachtet, wie sie einen fremden Mann küsst. Er ist hin- und hergerissen und weiß nicht, wie er sich verhalten soll. Er entscheidet sich dafür, in die Werkstatt zu fahren, wo Nick an dem Projekt arbeitet. Nick ist nicht bereit, seine Arbeit für ein persönliches Gespräch zu unterbrechen, und macht Ronny klar, dass es ihm aufgrund der Stresssituation nicht gut ginge. Ronny entscheidet sich deshalb zunächst dafür, sein Geheimnis für sich zu behalten, und verlässt die Werkstatt.
Er konfrontiert Nicks Ehefrau damit, die verspricht, reinen Tisch zu machen. Sie versucht ihr Handeln damit zu begründen, dass auch ihr Ehemann sich sexuelle Befriedigung in einem Massagesalon verschaffe. Später wird klar, dass sie ihre Affäre nicht beendet hat.
Auf die Drohung Ronnys, seinem Freund und Geschäftspartner nun endgültig die Wahrheit zu sagen, verdeutlicht Geneva ihm durch eine schauspielerische Glanzleistung, dass Nick vermutlich eher ihr glauben würde. Außerdem droht sie Ronny, dass sie ihrem Mann von einer lange zurückliegenden Liebesnacht zwischen den beiden erzählen würde.
Nun bleibt Ronny nichts anderes übrig, als Beweise zu finden, die seine Glaubwürdigkeit untermauern. Er beobachtet die untreue Ehefrau mit ihrem Liebhaber Zip beim Liebesspiel, wird jedoch von letzterem entdeckt. Es folgt eine Auseinandersetzung, bei der einiges zu Bruch geht. Als er später zu Zip zurückkehrt, um seine Kamera und damit seine Beweisfotos abzuholen, zahlt er für den bei der Auseinandersetzung angerichteten Schaden 1000 Dollar und erhält seine Kamera zurück.
Nick beobachtet Ronny bei diesem Austausch und hält Zip irrtümlich für einen Buchmacher, über den Ronny, der seit zwei Jahren seine Spielsucht überwunden hat, seine Wetten platziert. Nick arrangiert – in der Annahme, sein Freund sei rückfällig geworden – eine Aussprache mit allen Beteiligten und einem Psychologen. Es kommt zum Showdown und obwohl Zip alle Beweisfotos zwischenzeitlich gelöscht hat, gibt Nicks Ehefrau Geneva die Affäre zu.
Vor der Präsentation des von Nick mittlerweile fertig entwickelten Soundsystems kommt es im Foyer des Autokonzerns zwischen Ronny und Nick zu einer Aussprache, bei der Ronny auch einige Schläge einstecken muss. Vorher erwähnt Nick, dass er ausgezogen sei. Schließlich vergibt Nick seinem besten Freund; sie bestreiten gemeinsam die finale Präsentation und bekommen den Auftrag für ihre Entwicklung.
In der letzten Szene gewinnt Nick bei einem Eishockeyspiel für einen Schuss ins Tor eine Reise für zwei Personen. Man sieht, wie Ronny ihn bei seinem letzten Versuch Mut zuspricht und wie sich beide anschließend ausgelassen über den Erfolg freuen.

## Kritiken
„Dickste Freunde ist eine Tragikomödie, bei der die Tragik und die Komödie leider nicht richtig zum Zug kommen. Resultat daraus ist ein Film, der vor sich hin plätschert nicht fesseln kann.“

„Die überraschungsarme Story und so manch immer wieder gerne eingesetztes Hollywood-Klischee sorgen zusätzlich dafür, dass der ziellose Genre-Mix sein Potential letztlich verspielt und weder Komödienfans, noch Freunde subtiler Beziehungsgeschichten wirklich überzeugen dürfte.“

„Mit der männlichen Eigenart, wunderbar aneinander vorbeireden zu können, sorgen Vaughn und Partner Kevin James hier für manchen guten Lacher – eine Komödie, die auf ‚reifere‘ Weise albern ist als andere – das könnte der Generation 30+ gefallen.“

„Mutloser Buddyspaß, der sein hintergründiges Potential verschenkt.“

„Was als romantische Komödie angelegt ist, entwickelt sich unterschwellig zu einer fast bitteren Farce über die Janusköpfigkeit eines bedingungslosen Ehrlichkeitsanspruchs in Beziehungen, wobei der Film inszenatorisch eher auf der Stelle tritt.“